# Мастег
Ма́стег (англ. Maesteg) – місто на півдні Уельсу, в області Брідженд.
Населення міста становить 18 395 осіб (2001).